# پخش هردوقطبی
پخش هردوقطبی یا پخش اوباقطبی (به انگلیسی: Ambipolar diffusion)، پخش گونه‌هایی مثبت و منفی با بار الکتریکی مخالف به دلیل اندرکنش آنها از طریق میدان الکتریکی است. در کریستال‌های یونی گونه‌های منتشرشده به صورت جفت هستند و سرعت یکسان ندارند در حالی که در یک پلاسما با سرعت یکسان منتشر می‌شوند.

## پخش در پلاسماها
در فیزیک پلاسما، پخش هردوقطبی ارتباط تنگاتنگی با مفهوم شبه بی‌طرفی دارد. در اکثر پلاسماها، برآیند نیروهای وارد بر یون‌ها متفاوت از برآیند نیروهایی است که بر الکترون‌ها وارد می‌شود، بنابراین می‌توان انتظار داشت که یک گونه سریع‌تر از گونهٔ دیگر منتقل شود، چه از طریق پخش، همرفت یا فرآیندهای دیگر. حتی اگر نیروهای وارد بر الکترون‌ها و یون‌ها برابر باشد به دلیل جرم کمتر یون‌ها می‌توان انتظار داشت که سرعت یون‌ها نسبت به الکترون‌ها بیشتر باشد. حرکت سریع‌تر الکترون‌ها باعث ایجاد عدم تعادل بار و در نتیجه ایجاد میدان الکتریکی می‌شود که یون‌ها را همراه خود می‌کشد و باعث می‌شود که سرعت یک یا هر دو گونه به گونه‌ای تغییر کند که برابر شوند.

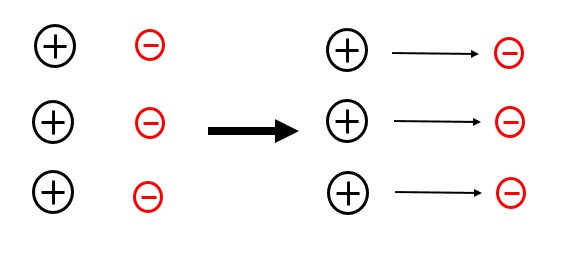
میدان هردوقطبی ایجاد شده در اثر جدایش بارها

ساده‌ترین مثال، پلاسمایی است که در خلاء مغناطیسی نشده‌است. (به همجوشی محصور شدن اینرسی مراجعه کنید) قطعه‌ای نازک از پلاسما را در نظر بگیرید؛ الکترون‌ها و یون‌ها هر کدام با سرعت گرمایی مربوطهٔ خود به بیرون حجم جریان خواهند داشت. اگر یون‌ها نسبتاً سرد باشند، سرعت گرمایی آن‌ها کم خواهد بود. سرعت حرارتی الکترون‌ها نیز به دلیل دمای بالا و جرم کم آن‌ها سریع‌تر خواهد بود: {\displaystyle v_{e}\approx {\sqrt {k_{B}T_{e}/m_{e}}}} . همان‌طور که الکترون‌ها حجم اولیه را ترک می‌کنند، چگالی بار مثبتی از یون‌ها را پشت سر می‌گذارند که منجر به ایجاد یک میدان الکتریکی به سمت بیرون می‌شود. این میدان باعث کاهش سرعت الکترون‌ها و افزایش سرعت یون‌ها می‌شود. نتیجهٔ نهایی این است که هم یون‌ها و هم الکترون‌ها با سرعت صوت به بیرون جریان می‌یابند،{\displaystyle c_{s}\approx {\sqrt {k_{B}T_{e}/m_{i}}}} ، که بسیار کوچکتر از سرعت گرمایی الکترون‌ها است، اما معمولاً بسیار بزرگتر از سرعت گرمایی یون‌ها است.
پخش در سرامیک‌ها
پخش ماده در سرامیک‌ها به صورت‌های مختلفی اتفاق می‌افتد که در همهٔ آن‌ها پخش دهنده‌ها اتم‌های بدون بار یا جاهای خالی (به تهی جایی مراجعه کنید) فرض شده‌اند، به طوری که اثرات الکترواستاتیکی روی پخش دخالتی ندارد. در حالی که در سرامیک‌های چند کریستالی، حرکت گونه‌های باردار، مانند یون‌ها، سهم قابل توجهی در انتقال ماده دارد. همچنین انتظار می‌رود که یون‌های مختلف سرعت پخش متفاوتی داشته‌باشند. هنگامی که یک انتقال ماده اتفاق می‌افتد استوکیومتری و الکتروخنثی بودن جامد باید در مناطق مختلف جامد حفظ شود. به عنوان مثال، اگر سیستم در معرض یک میدان الکتریکی خارجی باشد، یون‌ها در پاسخ به میدان الکتریکی مهاجرت می‌کنند.
سرعت انتقال ماده توسط یونی که آهسته‌تر منتشر می‌شود تعیین می‌شود، در حالی که حرکت یون کندتر توسط یون‌هایی که سریع‌تر منتشر می‌شوند شتاب می‌گیرد؛ بنابراین، گرادیان غلظت یون با پخش سریع‌تر، سریع‌تر از یون با پخش کندتر کاهش می‌یابد. گرادیان پتانسیل علامتی مشابه گرادیان غلظت دارد، به طوری که سرعت انتقال یون‌های سریع‌تر را کاهش می‌دهد و سرعت انتقال یون‌های کندتر را افزایش می‌دهد.
پخش گونه‌های باردار جفت شده به عنوان پخش هردوقطبی نامیده می‌شود، که پیامدهای مهمی نه تنها برای تف جوشی بلکه برای سایر فرآیندهای انتقال جرم مانند خزش و تشکیل لایه‌های اکسید روی مواد دارد. همان‌طور که در بالا گفته شد، گونه‌هایی که آهسته‌تر منتشر می‌شوند، سرعت انتقال ماده را کنترل می‌کنند. یک عارضه بیشتر زمانی ایجاد می‌شود که هر یک ممکن است بیش از یک مسیر پخش (پخش شبکه و پخش مرز دانه) داشته‌باشد. انتظار می‌رود که انتقال ماده عمدتاً در امتداد سریع‌ترین مسیر اتفاق بیفتد، بنابراین مکانیسم کنترل‌کننده سرعت تبدیل به آهسته‌ترین گونه‌ای در طول سریع‌ترین مسیر خود می‌شود.
تشکیل ستاره

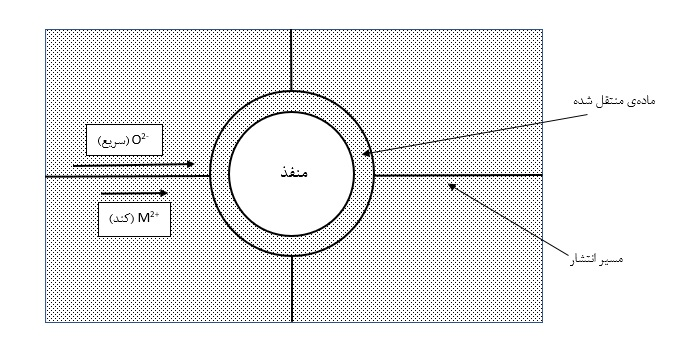
این شکل نشان می‌دهد که پخش یون‌ها در یک جامد یونی باید برای حفظ استیوکومتری و الکتروخنثی بودن جامد به صورت جفتی باشد.

در اخترفیزیک، «پخش هردوقطبی» به‌طور خاص به جدا شدن ذرات خنثی از پلاسما اشاره دارد، به عنوان مثال در مرحله اولیه تشکیل ستاره.تصور می‌شود که پخش هردوقطبی در ابرهای مولکولی اتفاق می‌افتد، ابرهای مولکولی که به اندازه کافی متراکم هستند تا از پرتوهای یونیزه‌کنندهٔ خارجی محافظت کنند. پس علی‌رغم میدان مغناطیسی داخلی ابر، گرانش خود ابر می‌تواند باعث متراکم شدن گاز شود. این تراکم در نهایت منجر به تشکیل ستاره می‌شود. هنگامی که ابر در نتیجه پخش هردوقطبی یا تحریک موج ضربه‌ای شروع به فروپاشی می‌کند، حرکات مافوق صوت به سمت داخل ایجاد می‌شود و به زودی منجر به تشکیل اولین هسته ضخیم نوری با اندازه مرتبه ۱۰ AU (1 AU = فاصلهٔ زمین-خورشید). این هسته مرکزی در درجه اول توسط فشار حرارتی گاز هیدروژن مولکولی پشتیبانی می‌شود، در حالی که باقی‌مانده ابر همچنان روی هسته می‌افتد. برای یک ابر با جرم خورشیدی، این هسته جرمی برابر با ۰٫۰۱ جرم خورشید دارد. هنگامی که دمای مرکزی به حدود ۲۰۰۰ کلوین رسید، انرژی حرارتی به تجزیه مولکول‌های هیدروژن می‌رود، فشار حرارتی را کاهش می‌دهد و منجر به مرحله فروپاشی دوم می‌شود که در طی آن هسته اول ناپدید می‌شود و هسته دوم و نهایی در مرکز تشکیل می‌شود. شعاع چند برابر خورشید. سپس این هسته جرمی را از ابر در حال سقوط جمع می‌کند. با این حال، در حضور چرخش یا میدان‌های مغناطیسی، ابر در حال فروپاشی به شکل یک پنکیک مسطح می‌شود و سپس ممکن است به دو یا چند پیش ستاره تقسیم شود. در این مرحله، نمی‌توانیم به‌طور قابل اعتماد پیش‌بینی کنیم که چه نوع هسته ابری متراکم چه نوع ستاره یا منظومه‌ای را تشکیل می‌دهد، خیلی کمتر از این که چه نوع منظومه‌های سیاره‌ای آنها را همراهی می‌کنند، اما روندهای کلی مشخصی مشهود است.
ذرات خنثی در این مورد عمدتاً مولکول‌های هیدروژن در یک ابر هستند که اگر به‌طور تصادفی با پلاسما جفت نشوند ، دچار فروپاشی گرانشی می‌شوند. پلاسما از یون‌ها (بیشتر پروتون‌ها) و الکترون‌ها تشکیل شده‌است که به میدان مغناطیسی بین‌ستاره‌ای گره خورده‌اند و بنابراین در برابر فروپاشی مقاومت می‌کنند. در یک ابر مولکولی که یونیزاسیون کسری بسیار کم است (یک قسمت در میلیون یا کمتر)، ذرات خنثی به ندرت با ذرات باردار مواجه می‌شوند و بنابراین به‌طور کامل مانع فروپاشی آن‌ها دریک ستاره نمی‌شوند (توجه داشته باشید که اکنون فروپاشی دینامیکی است، نه سقوط آزاد).